# Torre de Tamentfoust
Torre de Tamentfoust (em árabe: برج تامنفوست) é um forte Otomano na cidade de fr:Tamentfoust, Argélia. O forte está entre várias fortalezas Otomanas construídas durante o domínio Otomano da Argélia, que foram estabelecidas para proteger a cidade de Argel. Com a exceção da Torre de Tamentfoust, a maioria das fortes deixaram de existir ou estão deterioradas. O forte foi construído no ponto mais alto de Tamentfoust, na extremidade ocidental da Baía de Argel. 

## História
Ele foi encomendado em 1661, durante o governo de Ismail Paxá, na parte de Agha Ramadã. Mais tarde, foi renovado em 1685 por Hussein Mozomorto, um en:dey vindo da Itália. A data exata da construção recorrentemente disputada. O historiador francês fr:Émile Boutin diz que ele foi construído em 1685, em resposta ao campanha militar francesa, liderada por fr:Abraham Duquesne, de bombardear a cidade de Argel. Outro historiador francês fr:Georges Marçais diz que ela foi construída em 1722, sob a regra do dey Muhammad Pasha.
A fortaleza enfrentou várias incursões francesas, lideradas por fr:Jean II d'Estrées sob a ordem de Louis XIV em 1688. Em 23 de julho de 1830, a declaração oficial da jihad contra a França aconteceu no forte, onde os chefes de várias tribos locais se reuniram, incluindo Khalil Bani, Bani al-Khashana e Bani al-Sabt.

## Arquitetura
A fortaleza possui um formato octogonal, e contém doze quartos, dos quais onze são distribuídos em três grupos com mais de sete lados que cercam o pátio. Um dos quartos é definido como uma sala de oração e contém mihrab, sem qualquer decoração. Acima destes quartos, áreas com barricadas com buracos para vigia. A parede é construída a partir de grandes pedras, e a altura do forte atinge cerca de nove metros a partir do fundo do fosso. O forte foi adjunto com outro forte chamado "Bordj al-Ingliz" (em árabe: برج الإنجليز), que foi equipado com um fosso .

## Galeria

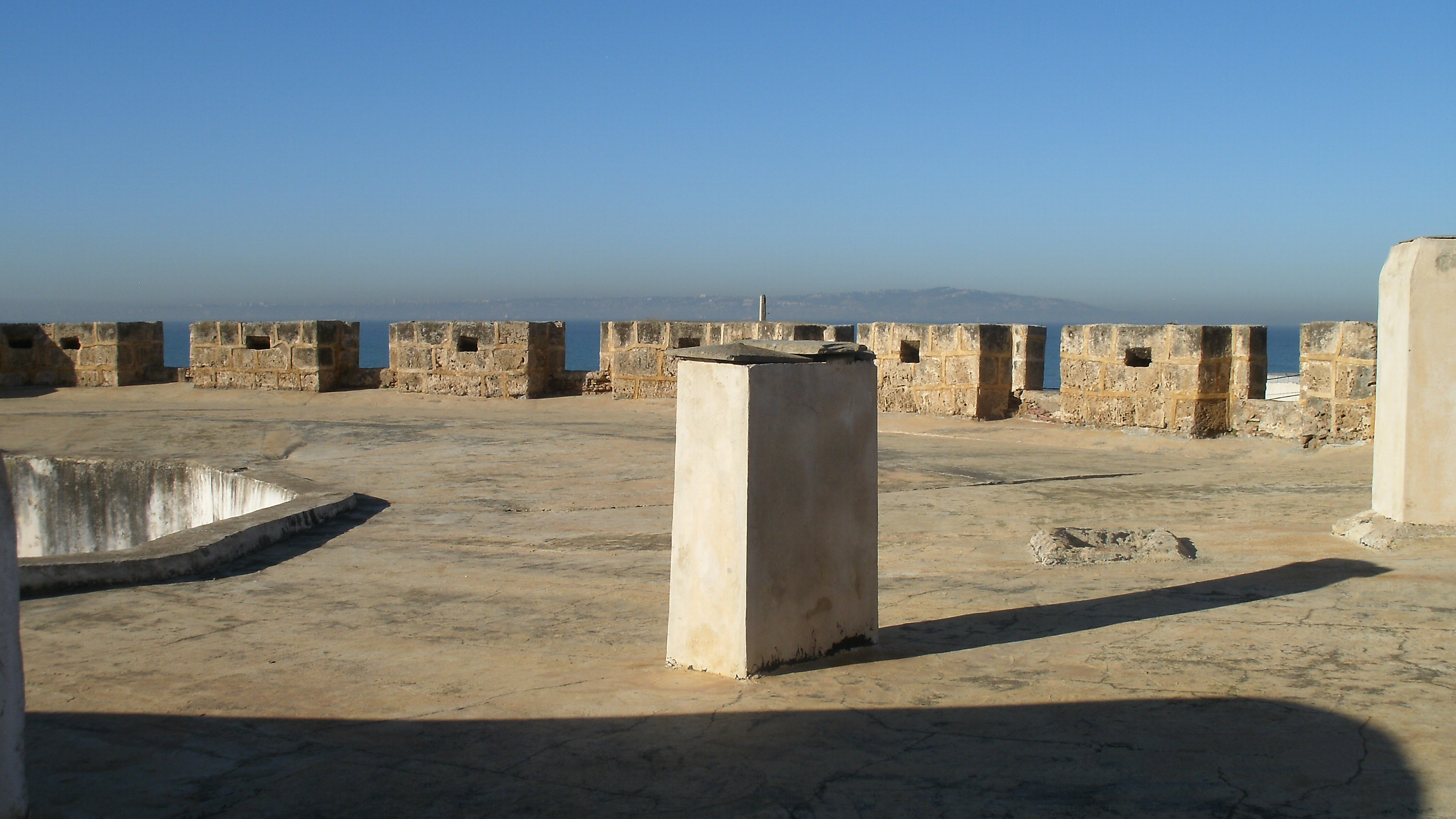
Muralha do forte
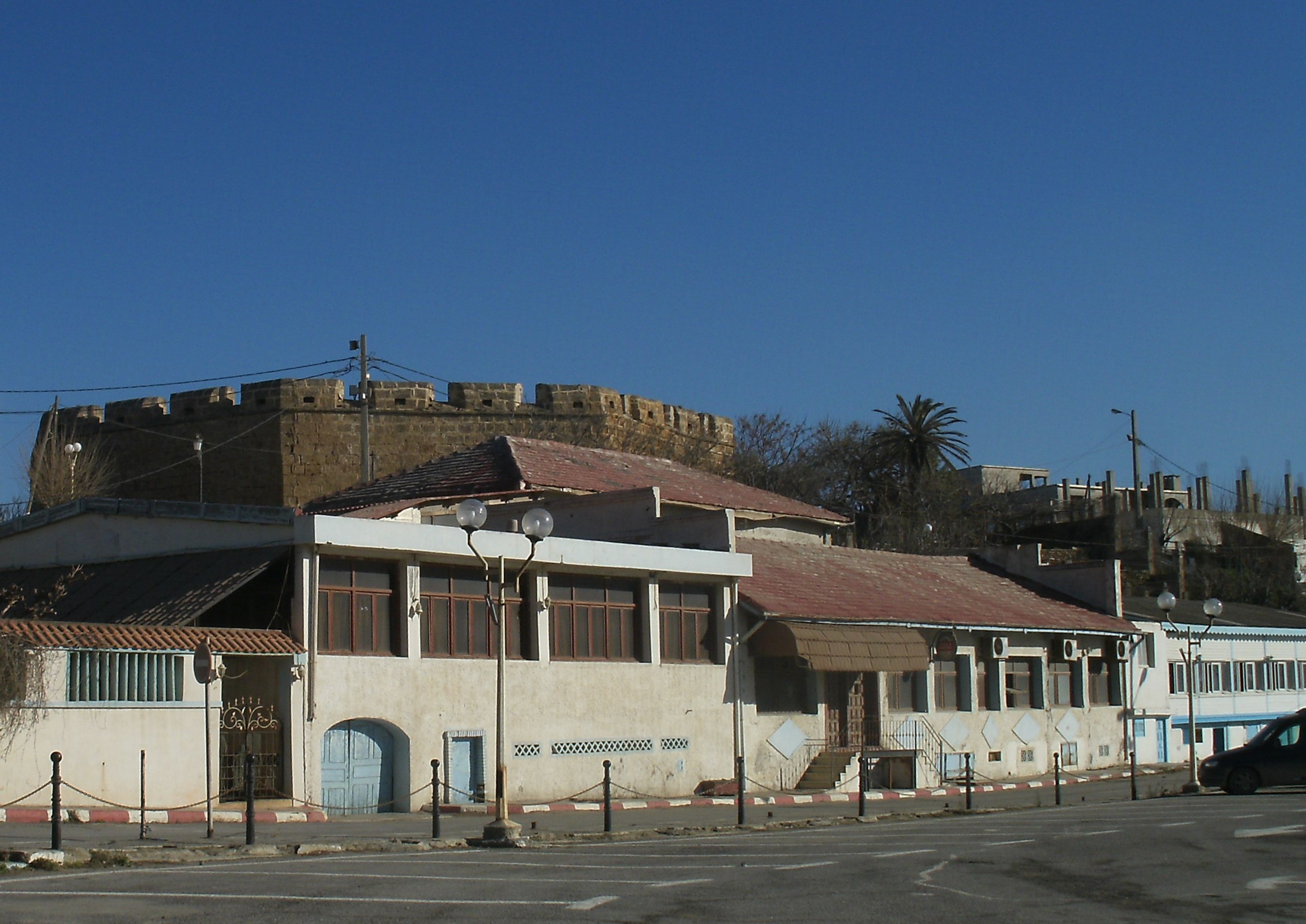
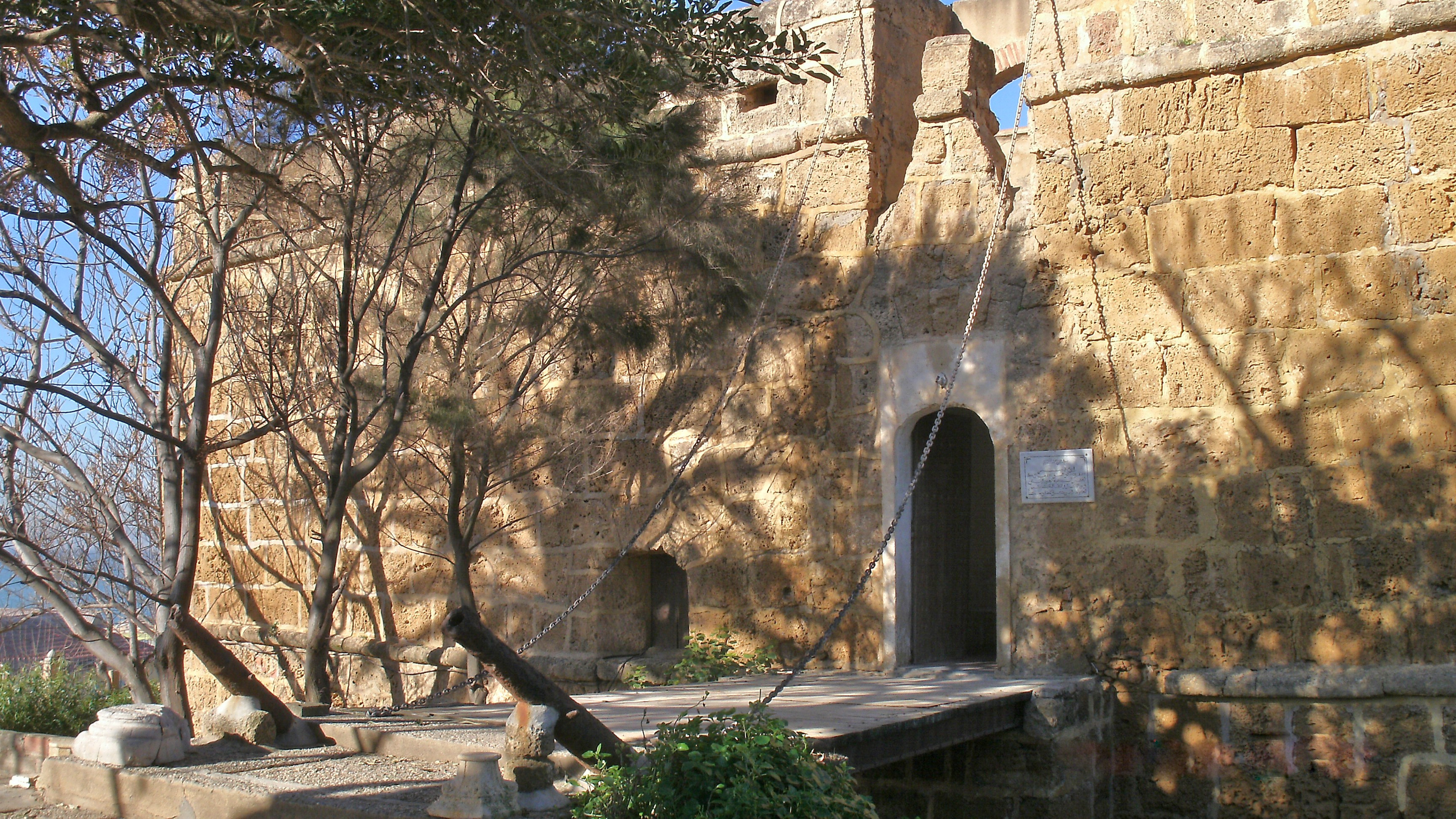
Ponte levadiça
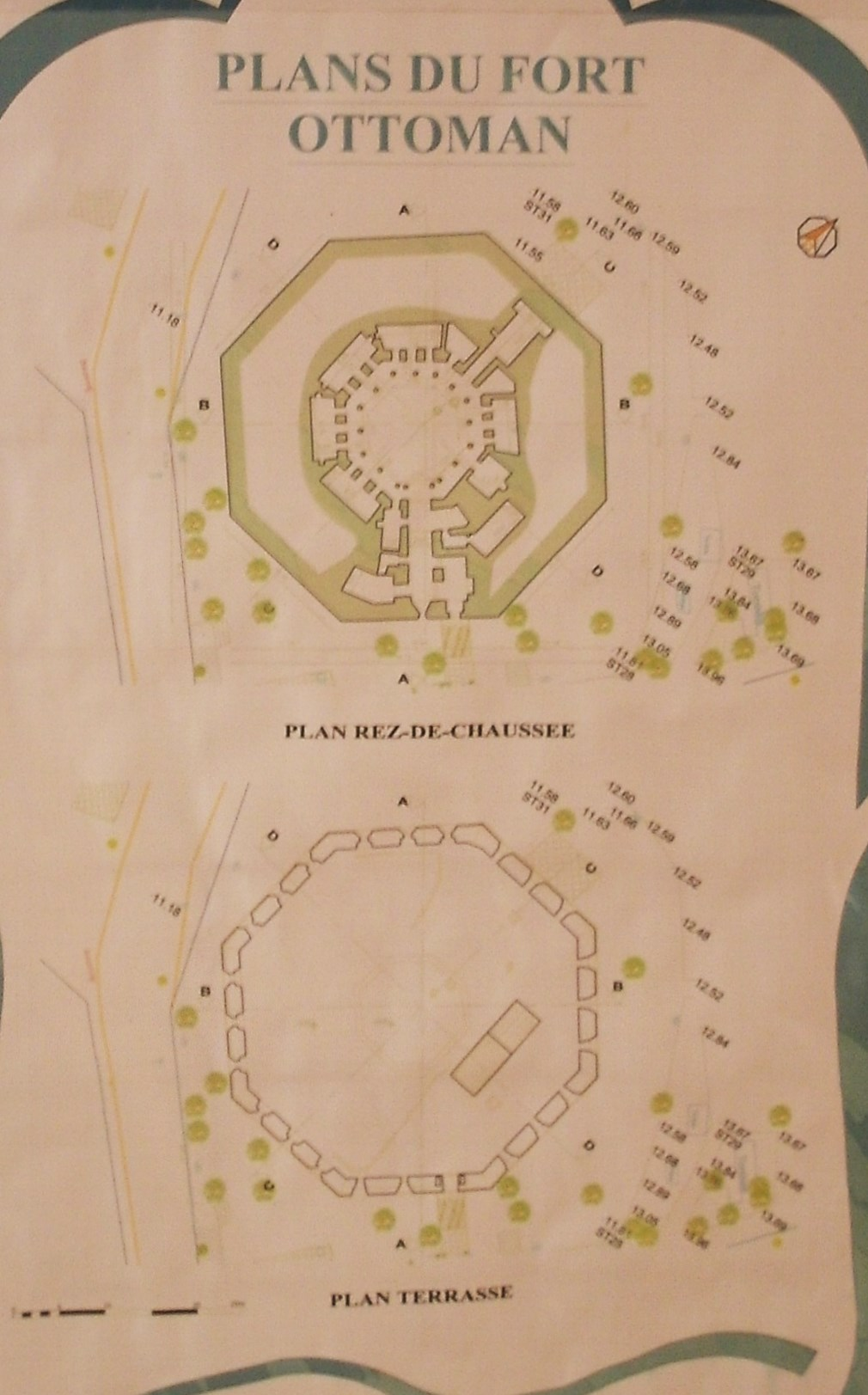
Planta baixa do forte
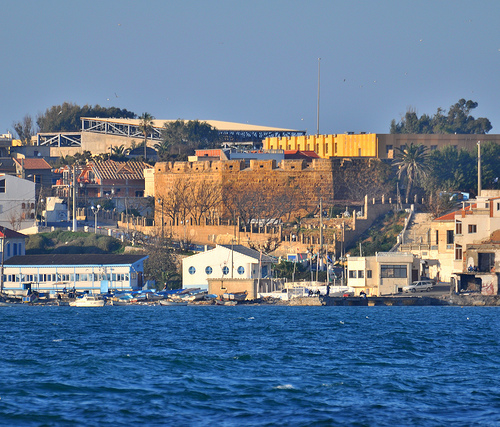
Vista da praia
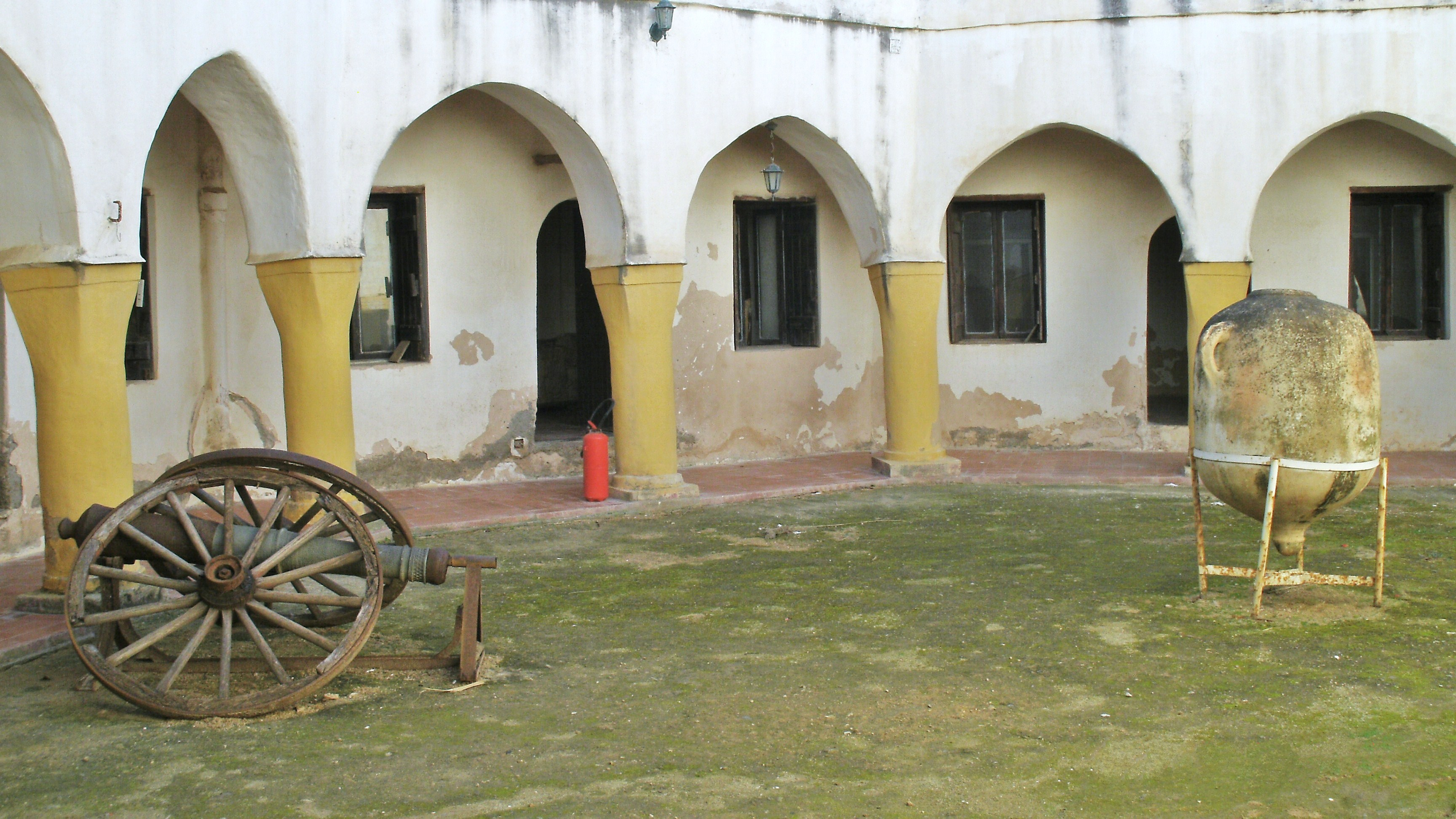
Vista do pátio interno
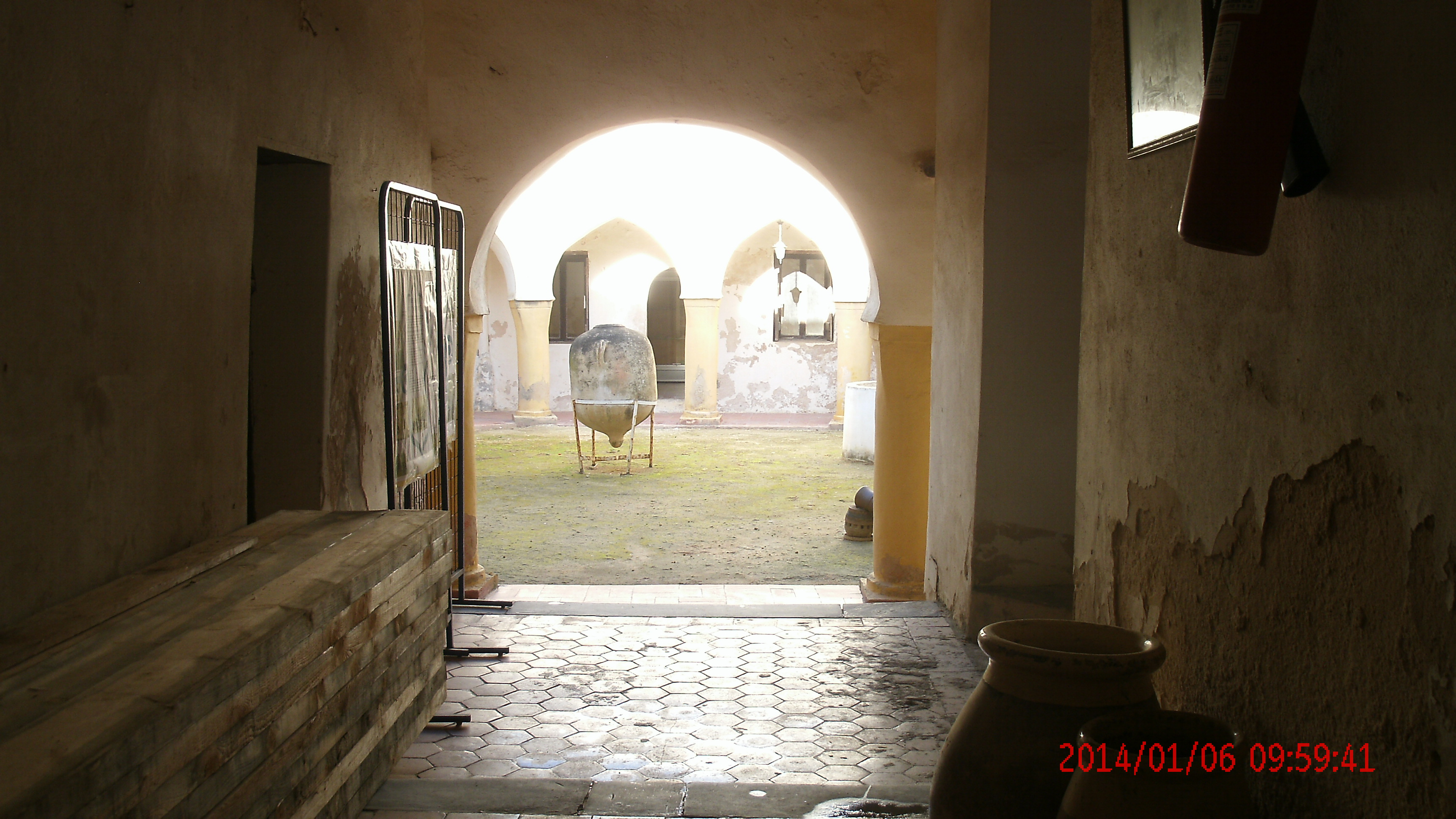
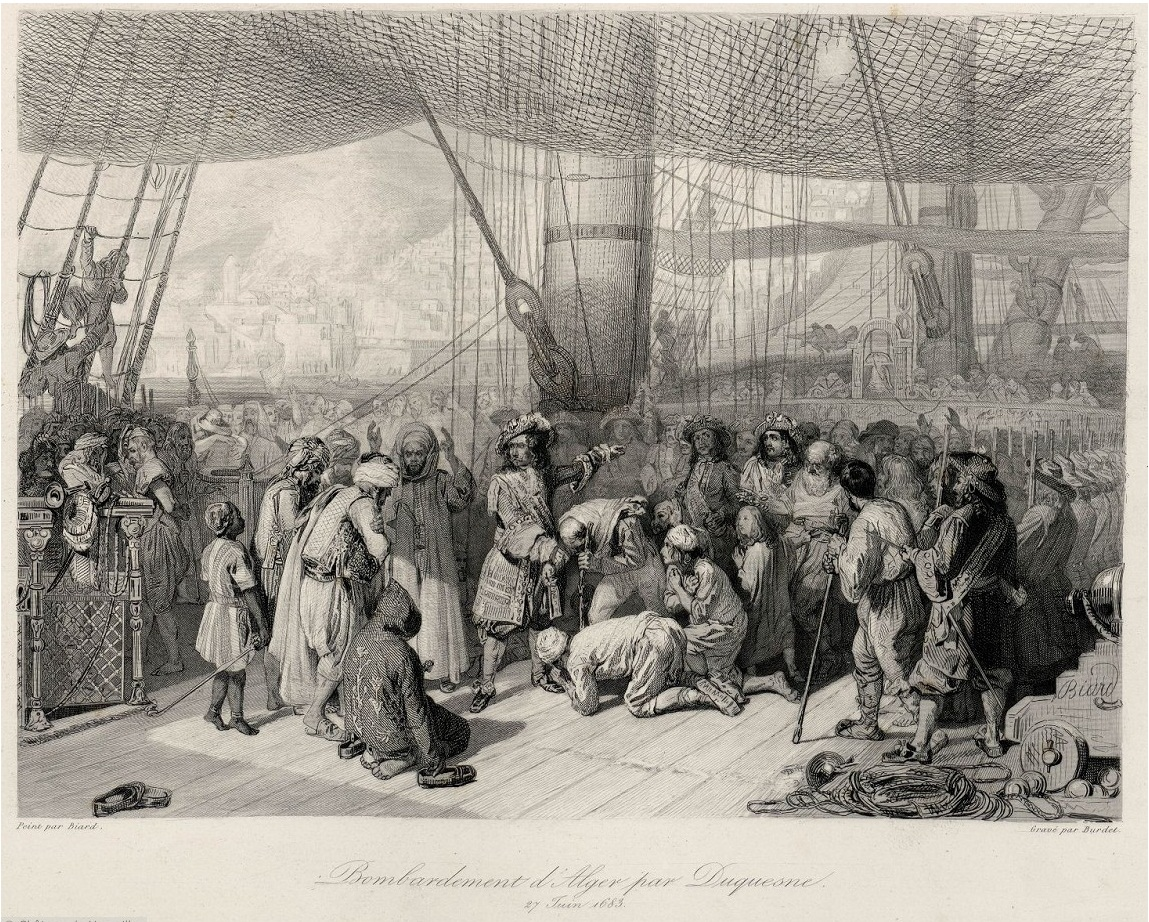
Duquesne transportando cativos cristãos após o bombardeio em 1683
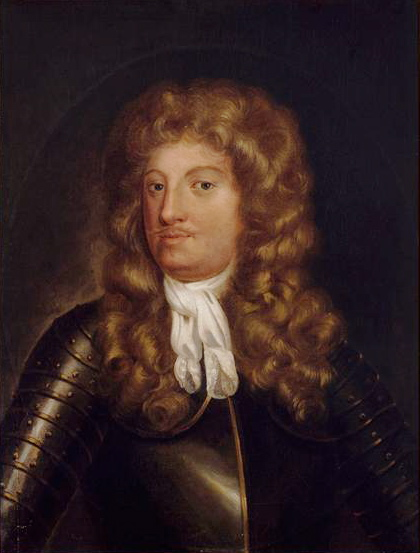
fr:Abraham Duquesne (1610-1688)